# 成田道彦
成田 道彦（なりた みちひこ、1956年2月6日 - ）は、秋田県北秋田市出身の元陸上競技選手。法政大学陸上競技部監督を経て、2013年4月より同校陸上競技部副部長を務める。

## 来歴
秋田県立西目農業高等学校（現・秋田県立西目高等学校）卒業後、法政大学に入学。当時低迷期にあったチームでエースとして活躍し、箱根駅伝では2年時から3年連続で2区を走った。4年時にあたる1978年の54回大会では、早稲田大学の瀬古利彦、日本体育大学の中村孝生ら強豪を抑えて区間賞を獲得。母校を17年振りに先頭に立たせ、9年振りのシード権獲得（8位）の原動力となった。特に学生最強ランナーと言われた瀬古を破った男として現在でも名前を見つけることができる。在学中には1500mや3000mSCでも活躍していた。
卒業後はリッカー、日産自動車で活躍。1989年の全日本実業団対抗駅伝大会優勝を花道に現役を退き、そのまま同チームのコーチに就任。その後いくつかの実業団チームでコーチ、監督など指導者としての経験を積んだ。1999年7月に母校・法政大学陸上競技部のコーチに招かれ、2000年2月には監督に就任。徳本一善ら個性的な選手を育てた。実業団時代に女子チームも指導した経験から体調面での調整に定評がある。箱根駅伝では、2度の総合4位や、2006年第82回箱根駅伝で復路優勝に導くなど、その手腕を発揮し成績を残している。また、2009年第85回箱根駅伝では関東学連選抜の監督として指揮を執り、総合9位・復路3位という成績を残している。